# إروين ماركوس
إروين ماركوس (بالإنجليزية: Irwin Marcus)‏ هو طبيب نفسي للأطفال ‏ وطبيب نفسي أمريكي، ولد في 18 مارس 1919.